# Boliwia na Zimowych Igrzyskach Olimpijskich 2022
Boliwia na Zimowych Igrzyskach Olimpijskich 2022 – występ kadry sportowców reprezentujących Boliwię na igrzyskach olimpijskich, które odbyły się w Pekinie, w Chińskiej Republice Ludowej, w dniach 4-20 lutego 2022 roku.
Reprezentacja Boliwii liczyła dwóch zawodników – wyłącznie mężczyzn. Obaj sportowcy byli naturalizowani.
Był to siódmy start Boliwii na zimowych igrzyskach olimpijskich.

## Reprezentanci

### Biegi narciarskie
| Zawodnik             | Konkurencja                | Kwalifikacje | Kwalifikacje | Ćwierćfinały | Ćwierćfinały | Półfinały | Półfinały | Finał   | Finał    | Finał   | Źródło |
| Zawodnik             | Konkurencja                | Czas         | Miejsce      | Czas         | Miejsce      | Czas      | Miejsce   | Czas    | Strata   | Miejsce | Źródło |
| -------------------- | -------------------------- | ------------ | ------------ | ------------ | ------------ | --------- | --------- | ------- | -------- | ------- | ------ |
| Timo Juhani Grönlund | bieg indywidualny mężczyzn | —            | —            | —            | —            | —         | —         | 49:27,0 | +11:32,2 | 89.     | [ 1 ]  |

### Narciarstwo alpejskie
| Zawodnik                     | Konkurencja          | 1 przejazd | 1 przejazd | 2 przejazd | 2 przejazd | Łącznie | Łącznie | Źródło |
| Zawodnik                     | Konkurencja          | Czas       | Pozycja    | Czas       | Pozycja    | Czas    | Pozycja | Źródło |
| ---------------------------- | -------------------- | ---------- | ---------- | ---------- | ---------- | ------- | ------- | ------ |
| Simon Breitfuss Kammerlander | supergigant mężczyzn | —          | —          | —          | —          | DNF     | DNF     | [ 2 ]  |
| Simon Breitfuss Kammerlander | zjazd mężczyzn       | —          | —          | —          | —          | 1:48,26 | 34.     | [ 2 ]  |